# Miren Galán
Miren Karmele Galán Marín (Santurce, Vizcaya, 22 de abril de 1996) es una actriz, periodista y presentadora española.

## Biografía
Nació en Santurce (Vizcaya). Acudió al colegio Asti Leku Ikastola de Portugalete. Luego estudió el grado en comunicación audiovisual en la Universidad del País Vasco. Se formó en arte dramático e interpretación con David Valdelvira y Marina Shimanskaya, en la escuela superior de artes escénicas Ánima eskola. Allí coincidió con las también actores Koldo Olabarri, Ainhoa Artetxe, Julen Guerrero o Ane Inés Landeta junto con los que estudió.
Comenzó en el mundo del teatro de la mano de la compañía Teatro Encrucijada de Santurce. En el año 2009 participó en la producción El rey del merengue, de la compañía Teatro Encrucijada, un teatro musical con libreto de Rafa Romero y Sergio Morales, dirigida por el director Fernando Valgañón y escenificada en distintos teatros como el Serantes Kultur Aretoa de Santurce, el Teatro Arriaga de Bilbao o el Palacio de Congresos de Zaragoza.
En 2012 participó en la producción Un día cualquiera en Moulin Rouge, una comedia musical escrita y dirigida por el director de escena David Valdelvira y escenificada en el Teatro Campos Elíseos, junto a Koldo Olabarri y Ainhoa Artetxe entre otros miembros del reparto. La obra tuvo muy buena acogida y se llevó a distintos teatros en los años 2012 y 2013. La producción teatral fue premiada con el Premio Buero Vallejo (2013), en la X edición de los premios.
En 2013 interpretó Los bajos fondos de Máximo Gorki, una producción dirigida por el director de escena David Valdelvira y escenificada en el Teatro Campos Elíseos, junto a Julen Guerrero y Ane Inés Landeta, entre otros miembros del reparto.
En el año 2014 participó en la producción Sueño de una noche de verano de William Shakespeare, en el papel de Nick Bottom, una producción dirigida por el director de escena David Valdelvira y escenificada en el Teatro Campos Elíseos, y con Estela Celdrán como asistente de dirección, junto a Carmen Climent, Nerea Elizalde, Julen Guerrero, Lorea Lyons y Ane Inés Landeta, entre otros miembros del reparto. La producción tuvo una notable acogida y se escenificó en varias ocasiones entre los años 2014 y 2015. La producción teatral fue premiada con el Premio Buero Vallejo (2015), en la XII edición de los premios.
En el año 2015, participó en la obra Diálogos Imposibles, una producción dirigida por Marina Shimanskaya y escenificada en el Teatro Campos Elíseos, un montaje basado en las obras La gaviota, El jardín de los cerezos y Las tres hermanas de Antón Chéjov y en la poesía de Gustavo Adolfo Bécquer, junto a Carmen Climent, Nerea Elizalde, Lorea Lyons y Ane Inés Landeta, entre otros miembros del reparto.
En el año 2020, fue la presentadora del Festival de Cine GetxoExpress, un festival de cine que se celebra anualmente en la ciudad de Guecho (Vizcaya). Actualmente trabaja en el ámbito de la producción audiovisual.

## Filmografía

### Teatro
- 2015, Diálogos Imposibles, dir. Marina Shimanskaya
- 2014, Sueño de una noche de verano, dir. David Valdelvira[11]
- 2013, Los bajos fondos, dir. David Valdelvira
- 2012, Un día cualquiera en el Moulin Rouge, dir. David Valdelvira[22]
- 2009-2010, El rey del Merengue, dir. Fernando Valgañón[2]

### Otros
- 2020, Presentadora, Festival de Cine GetxoExpress[17]

## Premios

### Premios Buero Vallejo
| Año  | Categoría                                       | Por                                  | Resultado |
| ---- | ----------------------------------------------- | ------------------------------------ | --------- |
| 2015 | Mejor montaje/producción/representación teatral | Sueño de una noche de verano         | Ganadores |
| 2013 | Mejor montaje/producción/representación teatral | Un día cualquiera en el Moulin Rouge | Ganadores |